# Teatro Pé de Vento
O Teatro Pé de Vento é uma companhia profissional de teatro para a Infância e Juventude formada a 12 de Julho de 1978 na cidade do Porto, por João Luiz, Maria João Reynaud, José Martins, Luís Miguel Dias,  Manuel Dias da Fonseca, Virgínia Moutinho, João Fausto Marques, Manuel António Pina, José Luís de Sousa e Mário Dias.

Teatro da Vilarinha

Actualmente ocupa o  Teatro da Vilarinha, antigo posto alfandegário, na Estrada da Circunvalação/Rua da Vilarinha, 1386.